# مسجد أبان
مسجد أبان يعد من أقدم المساجد في محافظة عدن، وينسب بناؤه إلى والد الحكم بن أبان العدني أو إلى الحكم نفسه الذي توفي سنة 154هـ وقد تم ترميمه مرات عدة آخرها في عام 1419 هـ الموافق 1998م.

## تاريخ
من أقدم المساجد في الجزيرة العربية ومدينة عدن على وجه التحديد، وقيل بناه أبان العدني والد الحكم وقيل الحكم نفسه، قال الجندي: وَمن أهل عدن جمَاعَة مِنْهُم: أَبُو مَرْوَان الحكم بن أبان بن عَفَّان بن الحكم بن عُثْمَان الْعَدنِي، أدْرك ابْن طَاوُوس بالجند فَأخذ عَنهُ، وَذكره ابْن الْجَوْزِيّ فِي صفة الصفوة وَقَالَ كَانَ مشيخة يعْتَبر قَوْلهم يَقُولُونَ كَانَ الحكم بن أبان سيد أهل الْيمن، وَكَانَ يُصَلِّي بِاللَّيْلِ فَإِذا غَلبه النّوم ألْقى بِنَفسِهِ فِي الْبَحْر، وَقَالَ: أسبح لله عز وَجل مَعَ الْحيتَان. وَأسْندَ عَن عِكْرِمَة وَغَيره وامتحن بِقَضَاء عدن، وَكَانَ مَشْهُورا بِالْكَرمِ ومسجده الَّذِي كَانَ يقف فِيهِ من عدن هُوَ مَسْجِد أَبِيه الَّذِي يعرف عِنْد أهل عدن بِمَسْجِد أبان، وَهُوَ أحد مَسَاجِد عدن الْمَشْهُورَة بِالْبركَةِ واستجابة الدُّعَاء فِي نجاح الْحَوَائِج، وَبِه أَقَامَ الإِمَام أَحْمد بن حَنْبَل حِين قدم للأخذ عَن ولد هَذَا الْآتِي ذكره. اهـ
اتفقت أقوال المؤرخين على أنه أول مسجد شُيِّدَ بعدن، ومن أقدم مساجد العالم
ويعد «أبان» من المعالم الإسلامية القديمة ذات البناء البسيط، وفق الذي كان سائداً في القرون الإسلامية الأولى، وتم ترميمه مرات عدة، ثم أعيد بناؤه كليا في عام 1998م، لكن طمست جميع معالمه القديمة.
وتقول المصادر التاريخية ان الإمام أحمد بن حنبل أقام فيه أثناء زيارته إلى عَدَن للقاء إبراهيم بن الحكم حفيد أبان، للأخذ منه والنيل من معارفه وعلومه الدينية، وكان ذلك في سنة 170هـ، ولم تكن توجد للمسجد منارة «مئذنة» أو قبة، والزخارف التي تزين أبوابه وأعمدته ونوافذه ذات شكل بسيط. وشهدت الفترة الماضية إعادة بنائه وفق الطابع المعماري الحديث الذي يعد أقرب إلى النمط التركي.
ومسجد أبان لايزال من أهم معالم مدينة عدن المدينة وأشهرها ومنه تنقل صلاة الجمعة مباشرة عبر محطات الإذاعة والتلفزيون. وحلقات تعليم القرآن الكريم لا تنقطع فيه ويحيي المئات ليالي شهر رمضان فيه بتلاوة القرآن، وأداء الصلوات وخاصة التراويح والقيام.

## احراق المسجد
في أبريل 2015 قامت جماعات مسلحة بإضرام النيران في المسجد.

## طالع ايضاً
- مساجد اليمن.
- جامع العيدروس